# جيمس نايسميث

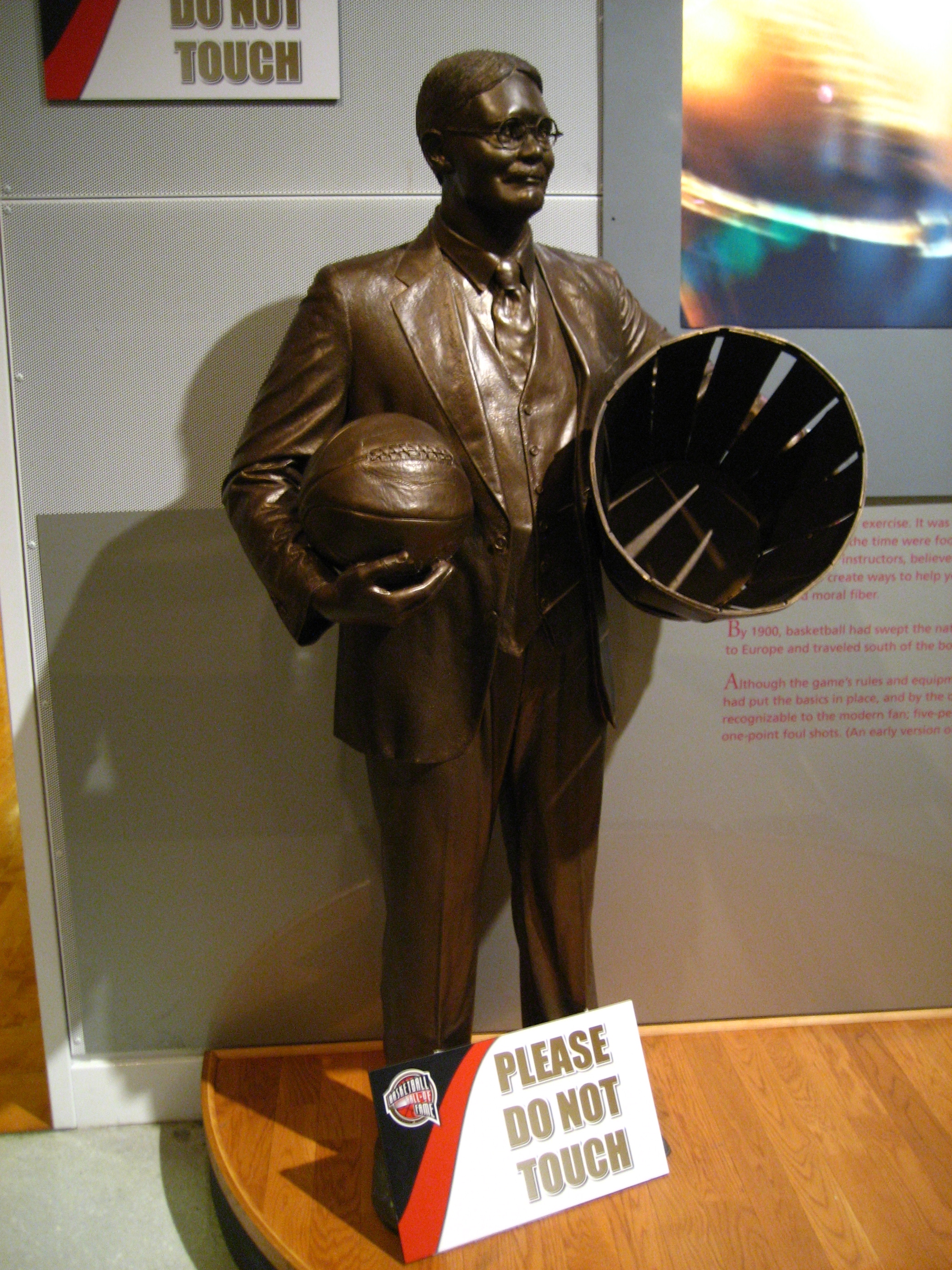
جيمس نايسميث

جيمس نايسميث (بالإنجليزية: James Naismith) (6 نوفمبر 1861 - 28 نوفمبر 1939) مدرس لياقة بدنية كندي أميركي ومعالج فيزيائي وقس مسيحي ومدرب رياضة ومبتكر. اخترع لعبة كرة السلة في سن الثلاثين عام 1891. كتب «كتاب قوانين كرة السلة الأصلي» وأسس برنامج كرة سلة جامعة كانساس. عاش نيسميث ليرى تبني كرة السلة بصفتها رياضة معترفًا بها في الأولمبياد عام 1904 وعلى أنها حدث رسمي في الألعاب الأولمبية الصيفية في برلين عام 1936، وشهد أيضًا ولادة دورة ألعاب الدعوة الوطنية عام 1938 ودورة ألعاب اتحاد الجامعات الرياضي عام 1939. ولد وترعرع في مزرعة بالقرب من ألمونتي، في أونتاريو، ودرس التربية الرياضية في جامعة مكغيل في مونتريال قبل أن ينتقل إلى الولايات الأميركية، حيث صمم لعبة كرة السلة في أواخر 1891 بينما كان يُعلّم في مدرسة تدريب جمعية الشبان المسيحية في سبرينغفيلد، ماسوشيستس. وبعد سبع سنوات من اختراعه للعبة كرة السلة، حصل على شهادة في الطب في دينيفر عام 1898، ثم جاء إلى جامعة كانساس، وأصبح لاحقًا المدرب والمدير الرياضي لجايهوكس كانساس. وخلال عمله مدربًا في كانساس، درب نايسميث فوغ ألين، الذي أصبح لاحقًا مدرب كانساس لمدة 39 موسم، مبتدئًا مسيرة تدريب مرموقة طويلة. تابع ألين تدريب أبطال مثل أدولف روب ودين سميث وغيرهم ممن قاموا بأنفسهم بتدريب العديد من اللاعبين البارزين والمدربين المستقبليين. على الرغم من تدريبه للموسم الأخير في عام 1907، ما زال نايسميث المدرب الوحيد بسجل خاسر في تاريخ كرة السلة للرجال في كانساس.

## السنوات الأولى
ولد نايسميث في 6 نوفمبر عام 1861 لدى مهاجرين اسكوتلنديين في ألمونتي، كندا الغربية ( التي هي الآن جزء من ميسيسيبي ميلز، أونتاريو، كندا). لم يكن لديه اسم أوسط في حياته ولم يوقع اسمه باستخدام الحرف الاستهلالي «أ». أُضيف حرف «أ» في إدارة جامعة كانساس. كان يكافح في المدرسة وفي عمل المزرعة. أمضى نايسميث أيامه وهو يلعب في الخارج ألعابًا مثل لعبة التقاط الكرة ولعبة الغميضة أو لعبة البطة على الصخرة، وهي لعبة قروسطية يحرس فيها اللاعب حجرًا كبيرًا من اللاعبين المقابلين، الذين بدورهم يحاولون إسقاطه بقذف حجارة أصغر عليه. وللعب لعبة البطة على الصخرة بأعلى كفاءة ممكنة، وجد نايسميث حالًا أن الرمية المنحنية بلطف أفضل من الرمية القوية المستقيمة، وكانت هذه فكرة ضرورية لاحقًا لابتكار كرة السلة. تيتم نايسميث في سن صغيرة، فعاش مع عمته وعمه لسنوات عديدة، وارتاد المدرسة الابتدائية في بينيز كورنرز بالقرب من ألمونتي في أونتاريو وتخرج منها في عام 1883.
في العام نفسه دخل نايسميث جامعة إم سي جيل في مونتريال. على الرغم من جسده الضئيل بطول 5 أقدام و10 إنشات ونصف، ووزن 178 باوند، كان رياضيًا بارعًا ومتعدد المواهب فمثل إم سي جيل في كرة القدم الأميركية الكندية والركبي وكرة القدم والجمباز واللاكروس. لعب في المركز الوسط ضمن فريق كرة القدم وصنع لنفسه وسادة لحماية أذنيه. كانت للاستعمال الشخصي وليست لكامل الفريق. ربح عدة ميداليات ويكستيد لأدائه اللافت في الجمباز. حصل نايسميث على بكالوريوس في التربية الرياضية عام 1888 ودبلوم من كلية بريسبيتيريان في مونتريال 1890. منذ عام 1891 علم التربية الرياضية وأصبح أول مدير للرياضات في إم سي جيل، لكنه غادر مونتريال لاحقًا، وأصبح معلم التربية الرياضية في مدرسة التدريب الدولية لجمعية الشبان المسيحية في سبرينغفيلد، ماسوشيستس.

## كلية سبرينغفيلد: اختراع كرة السلة.
في جمعية الشبان المسيحية، عانى نايسميث بصف مشاكس محصور بالألعاب الداخلية طيلة شتاء إنجلترا الجديدة القاسي، ولذلك كان سيّئ المزاج بشكل دائم. أمر الدكتور لوثر غوليك، رئيس قسم التربية الرياضية هناك، بإعطاء نايسميث 14 يومًا لابتكار لعبة داخلية تقدم «تسلية رياضية»، وطلب غوليك ألا تحتاج لمساحة كبيرة وأن تساعد اللاعبين فيها في المحافظة على لياقتهم البدنية، وشدد بشكل علني على «أن يجعلها عادلة لكل اللاعبين غير عنيفة».
خلال محاولته في التفكير بلعبة جديدة تحكمت به ثلاث أفكار رئيسة. أولًا، حلل الألعاب الأشيع في ذاك الوقت (الركبي، واللاكروس، وكرة القدم، وكرة القدم الأميركية، والهوكي، والبيسبول). لاحظ نايسميث مخاطر الكرة وخلص إلى أن كرة القدم الكبيرة الناعمة كانت الأكثر أمانًا. ثانيًا، رأى أن أغلب حالات التماس الجسدي تحدث عند الجري مع الكرة أو دحرجتها أو ضربها فقرر أن تمرير الكرة هو الخيار القانوني الوحيد. وأخيرًا قلل نايسميث التماس الجسدي من خلال جعل الهدف من دون حراسة أي وضعه عاليًا فوق رؤوس اللاعبين. ولتسجيل الأهداف أجبر اللاعبين على القيام برمية مائلة ولطيفة، كانت قد أثبتت فعاليتها في لعبة البطة على الصخرة. عمّد نايسميث لعبته الجديدة «كرة السلة» ووضع أفكارها كلها في 13 قانون أساسي.
حدثت أول لعبة كرة سلة في ديسمبر عام 1891.  تمكن نايسميث من خلال تقرير مكتوب بخط اليد من وصف ظروف اللعبة الاستهلالية، وخلافًا لكرة السلة الحديثة كان اللاعبون تسعة أمام تسعة كما أنهم حملوا كرة قدم بدلًا من كرة السلة، وعوضًا عن التسديد في سلتين كانت الأهداف سلتي خوخ: «عندما جلب السيد ستبينز سلتي خوخ إلى الصالة الرياضية، ثبتهما على درابزين صالة العرض. وكان ذلك على ارتفاع 10 أقدام من الأرض في كل جانب من  جوانب صالة التدريب. ثم وضعت القوانين الثلاثة عشر على لوحة الإعلانات وراء منصة المدرب، وأحضرت كرة قدم وانتظرت وصول الصف… لم يظهر الحماس الكثير على الصف لكنهم تبعوا أوامري… ثم شرحت ما عليهم فعله لتسديد الأهداف، قذفت بالكرة بين الرجلين في الوسط وحاولت بطريقة ما أن أجعلهم يلتزمون بالقوانين. كانت معظم المخالفات بسبب الجري مع الكرة على الرغم من أن المشهد لم يخلُ من حالات لمس الرّجل الحامل للكرة». خلافًا لكرة السلة الحديثة، لم تشمل القواعد القديمة ما يعرف الآن بالدحرجة. وبما أنه كان من الممكن تحريك الكرة عن طريق تمريرها عبر الملعب، قام اللاعبون الأوائل بقذف الكرة فوق رؤوسهم بينما كانوا يركضون في الملعب، وبعد كل هدف كانت تؤخذ كرة قافزة في منتصف الملعب. أُهمل كلا السلوكين في قواعد كرة السلة الحديثة.
في مقابلة إذاعية في يناير 1939، قدم نايسميث تفاصيل أكثر عن اللعبة الأولى والقواعد الأولية التي استخدمت: لقد أظهرت لهم سلتي خوخ كنت قد ثبتهما في طرفي الصالة الرياضية. أطلقت صافرةً وبدأت أول لعبة لكرة السلة… بدأ الشبان بالتصدي والركل واللكم. لقد انتهى بهم الأمر بوضع حر في منتصف الصالة الرياضية. كانت حصيلة الإصابات: عدة عيون سوداء، كتف مخلوع، ولاعب مغمى عليه. «لقد كانت عملية قتل بشكل مؤكد». غير نايسميث بعض القوانين في جزء من مهمته في تطوير رياضة نظيفة. كان أهم قانون هو عدم السماح بالجري مع الكرة، ما أوقف الصدامات واللكمات. لقد جربنا اللعبة مع هذه القوانين الجديدة (المخالفات) ولم يكن هناك إصابة واحدة. وبحلول عام 1892، شاع انتشار كرة السلة في الحرم الجامعي، فذكرها دينيز هوركينباش (رئيس تحرير ذا تريانغل، صحيفة كلية سبرينغفيلد) في مقال بعنوان «لعبة جديدة»، وكانت هناك مطالب بتسمية هذه اللعبة «نايسميث بول»، لكن نايسميث لم يوافق. وحوالي عام 1893، قُدمت كرة السلة عالميًا عبر حركة جمعية الشبان المسيحية. من سبرينغفيلد ذهب نايسميث إلى دينيفر، حيث حصل على شهادة في الطب، وفي عام 1898 انضم إلى كلية جامعة كانساس في لورنس.
ادعت عائلة لامبرت جي ويل بأن الدكتور نايسميث أخذ مكونات للعبة كرة السلة من ويل في محاولة لنزع اختراع نايسميث المنفرد للعبة، مستشهدين بصور ورسائل مزعومة.

## روابط خارجية
- جيمس نايسميث على موقع الموسوعة البريطانية (الإنجليزية)
- جيمس نايسميث على موقع إن إن دي بي (الإنجليزية)
- جيمس نايسميث على موقع قاعة المشاهير الجامعة الوطنية لكرة السلة (الإنجليزية)
- جيمس نايسميث على موقع كلية كرة السلة في سبورتس رفرنس.كوم (الإنجليزية)
- جيمس نايسميث على موقع قاعة كنساس للمشاهير الرياضية (مؤرشف) (الإنجليزية)
- جيمس نايسميث على موقع قاعة كندا للمشاهير الرياضية (الإنجليزية)
- جيمس نايسميث على موقع قاعة أونتاريو للمشاهير الرياضية (مؤرشف) (الإنجليزية)